# James Sever
Pour les articles homonymes, voir Sever.
Le capitaine James Server est un officier de marine de l'United States Navy né le 2 novembre 1761 et décédé le 16 décembre 1845 à des lieux inconnus.
Sa biographie est globalement inconnue. Il supervise la construction de l'USS Congress dès 1795 sur ordre du président George Washington avant d'en prendre le commandement le 6 janvier 1800 pour son voyage inaugural. Il participe à la quasi-guerre comme commandant de ce bâtiment. Lors de sa première mission d'escorte, son gréement est détruit par une tempête et l'oblige à se trainer jusqu'au chantier naval de Gosport. Plusieurs de ses officiers subalternes en profitent alors pour l'accuser de manquement au devoir, prétextant le peu de confiance qu'ils accordent à leur capitaine. Server est toutefois maintenu dans ses fonctions et lavé de tout soupçon après enquête,. Par la suite, Sever commande à nouveau la frégate au cours de plusieurs missions. En 1801, la guerre terminée, la Congress est retirée du service et Sever affecté à un autre poste de nature inconnue.
Il a également baptisé la frégate USS Constitution le 21 octobre 1797.